# 拉特內
51°39′16″N 24°31′33″E / 51.65444°N 24.52583°E

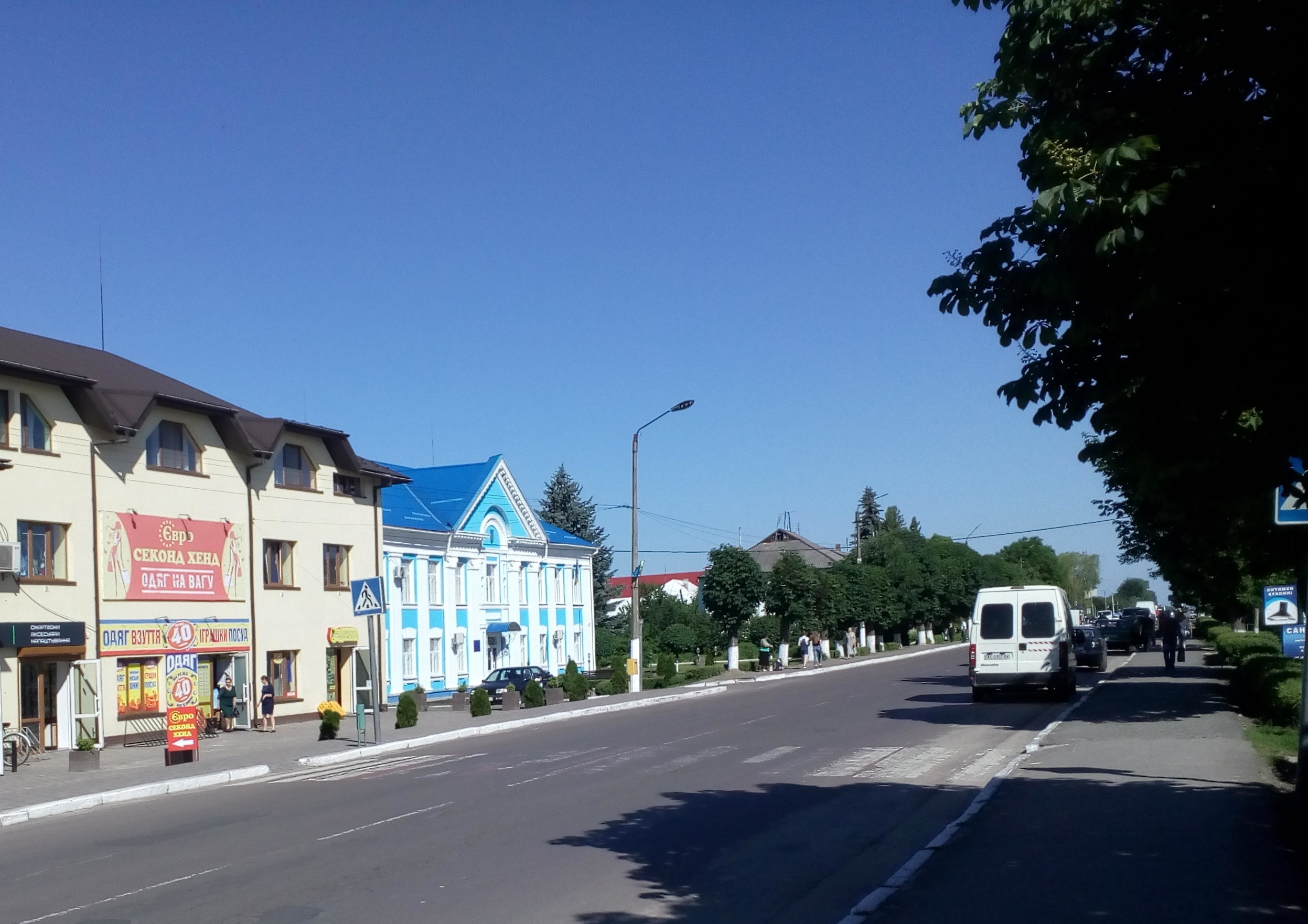
拉特内中央大街

拉特內（羅馬化：Ratne），又按俄语名译为拉特诺，是烏克蘭西部沃倫州的鎮，原為拉特內區首府（該區於2020年被撤銷），現由科韋利區拉特內市鎮管轄。該鎮處於普里皮亞季河畔，距離州府盧茨克137公里，面積5.32平方公里，2024年人口8,751人，人口密度每平方公里1,782人。

## 備註
1. ↑  俄語：

## 外部連結
- «Ratno» — Encyclopedia of Jewish Communities in Poland, Volu'me V (Ratno, Ukraine) （页面存档备份，存于） （英文）
- Типова Ратнівщина （页面存档备份，存于）